# D2G-reaktor
D2G-reaktorn var en amerikansk typ av tryckvattenreaktor för att driva kryssare, utvecklad av företaget General Electric. Reaktorn utvecklades för klasser av stora robotjagare  kallade destroyer-leader (DLGN) dessa oklassificerades senare till kryssare.
En prototypreaktor D1G byggdes för United States Department of Energys räkning vid Knolls Atomic Power Laboratory's Kesselring Site i West Milton, NY och började användas 1962.
D2G-reaktorerna drevs som alla reaktorer byggda för USA:s flotta av höganrikat uran och hade en termisk effekt på 148 MW. Reaktorerna installerades alltid i par och drev varsin ångturbin som tillsammans gav en axeleffekt på 45 MW. Reaktorutrymmet för D2G-reaktorerna var en cylinder med en diameter på 9,4 meter och en längd på 11,3 meter som vägde 1 400 ton.

## Användning
Reaktortypen kom att användas på alla utom en av USA:s atomdrivna kryssare, endast den större USS Long Beach (CGN-9) hade en egen reaktortyp.
- USS Bainbridge (CGN-25)
- USS Truxtun (CGN-35)
- California-klass
  - USS California (CGN-36)
  - USS South Carolina (CGN-37)
- Virginia-klass
  - USS Virginia (CGN-38)
  - USS Texas (CGN-39)
  - USS Mississippi (CGN-40)
  - USS Arkansas (CGN-41)